# Gorhey
Gorhey ([ˈɡɔʁɛ] ) ist eine französische Gemeinde mit 169 Einwohnern (Stand: 1. Januar 2022) im Département Vosges in der Region Grand Est. Sie gehört zum Arrondissement Neufchâteau (bis 2024 Épinal) und ist Mitglied im Gemeindeverband Communauté de communes de Mirecourt Dompaire.

## Geografie

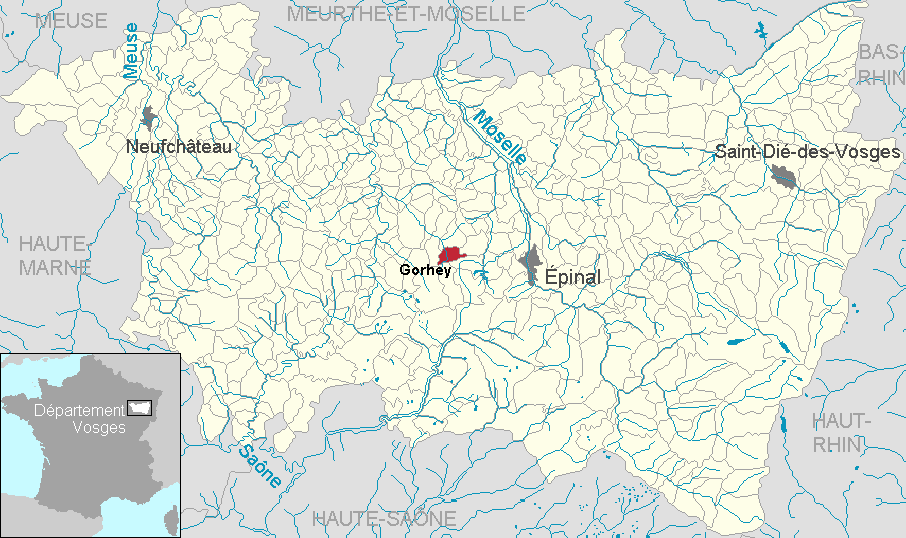
Lage der Gemeinde Gorhey im Département Vosges

Die Gemeinde Gorhey liegt 13 Kilometer westlich von Épinal im Zentrum des Départements Vosges.
Durch das 6,31 km² große Gemeindegebiet fließt die etwa 15 Kilometer lange Gitte, ein schmaler Nebenfluss des Madon. Das im Ortsbereich 400 Meter breite Gittetal wendet sich von Süden kommend nach Nordwesten. Es wird im Westen von Hängen flankiert, die auf ein bis zu 400 Meter hoch gelegenes Plateau überleiten. Die bebaute Siedlungsfläche liegt in Nord-Süd-Richtung im sanfter ansteigenden Gelände rechts der Gitte. Der größte Teil des Gemeindeareals besteht aus landwirtschaftlichen Nutzflächen. Lediglich im Südwesten und Osten hat die Gemeinde Anteile an Waldgebieten, die zusammen etwa 100 ha umfassen.
Unmittelbar südöstlich von Gorhey verläuft der Scheitel des Canal des Vosges, der hier die Rhein und Rhône trennende europäische Hauptwasserscheide überwindet.
Nachbargemeinden von Gorhey sind Hennecourt im Norden, Darnieulles im Osten, Chaumousey im Südosten, Dommartin-aux-Bois im Süden sowie Damas-et-Bettegney im Nordwesten.

## Geschichte
Das Dorf Gorhey wurde erstmals 1144 als Guoherei und Teil des Banns von Bouxières-aux-Bois genannt.
Die im 12. Jahrhundert errichtete Kirche Saint-Paul gehörte zum Dekanat Jorxey in der Diözese Saint-Dié, später war die Seelsorge dem Kapitel in Remiremont unterstellt.
In der Zeit zwischen von 1780 bis 1790 wurden das Rathaus (Mairie) und die Schule gebaut.

### Bevölkerungsentwicklung
| Jahr      | 1962 | 1968 | 1975 | 1982 | 1990 | 1999 | 2011 | 2021 |
| --------- | ---- | ---- | ---- | ---- | ---- | ---- | ---- | ---- |
| Einwohner | 120  | 138  | 105  | 132  | 157  | 158  | 173  | 170  |

Im Jahr 1831 wurde mit 202 Bewohnern die bisher höchste Einwohnerzahl ermittelt. Die Zahlen basieren auf den Daten von cassini.ehess und INSEE.

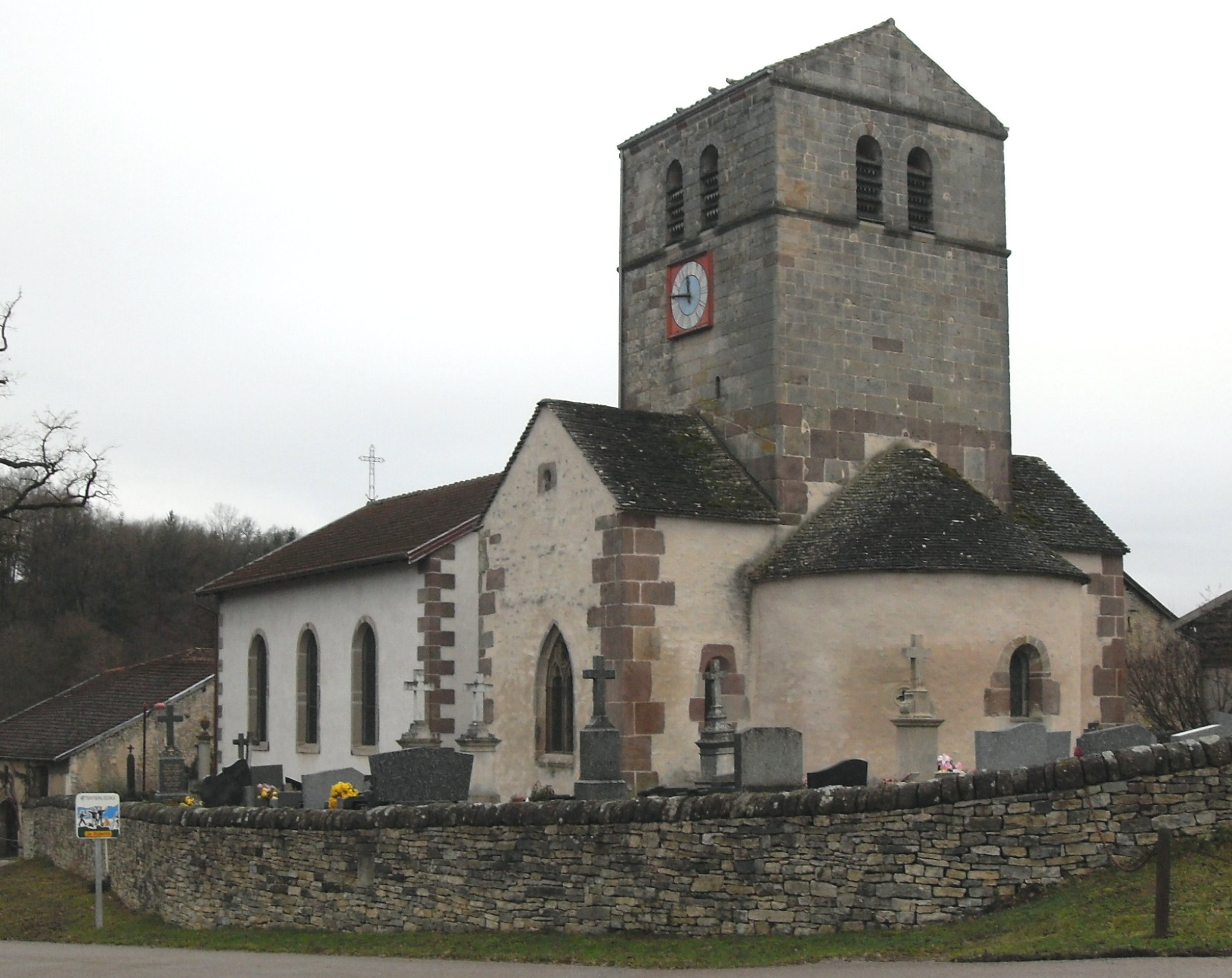
Kirche Saint-Paul in Gorhey

## Sehenswürdigkeiten
- Kirche Saint-Paul, mit Chor, Querhaus, Turm und Apsis aus dem 12. Jahrhundert, das Kirchenschiff, der Altar und die Friedhofsmauer stammen aus dem 18. Jahrhundert, Monument historique

## Wirtschaft und Infrastruktur
Die Bewohner des ursprünglich wirkenden Bauerndorfes Gorhey sind in den acht ortsansässigen Landwirtschaftsbetrieben beschäftigt (Milchwirtschaft, Rinderzucht) oder pendeln in die Gewerbegebiete der näheren Umgebung.
Gorhey ist über Straßenverbindungen von allen Nachbargemeinden aus erreichbar. Zwei Kilometer nördlich der Gemeinde verläuft die teilweise zweistreifig ausgebaute Schnellstraße von Épinal nach Vittel/Contrexéville.

## Belege
1. ↑   vosges-archives.com (Memento des Originals vom 4. März 2016 im Internet Archive)  Info: Der Archivlink wurde automatisch eingesetzt und noch nicht geprüft. Bitte prüfe Original- und Archivlink gemäß Anleitung und entferne dann diesen Hinweis. (PDF-Datei, französisch; 41 kB)
2. ↑  Gorhey auf cassini.ehess
3. ↑  Gorhey auf INSEE
4. ↑  Landwirtschaftsbetriebe auf annuaire-mairie.fr (französisch)